# 基姆湖畔格施塔特
基姆湖畔格施塔特是德国巴伐利亚州的一个市镇。总面积10.70平方公里，总人口1369人，其中男性667人，女性702人（2011年12月31日），人口密度128人/平方公里。